# Nizza, Frankfurt

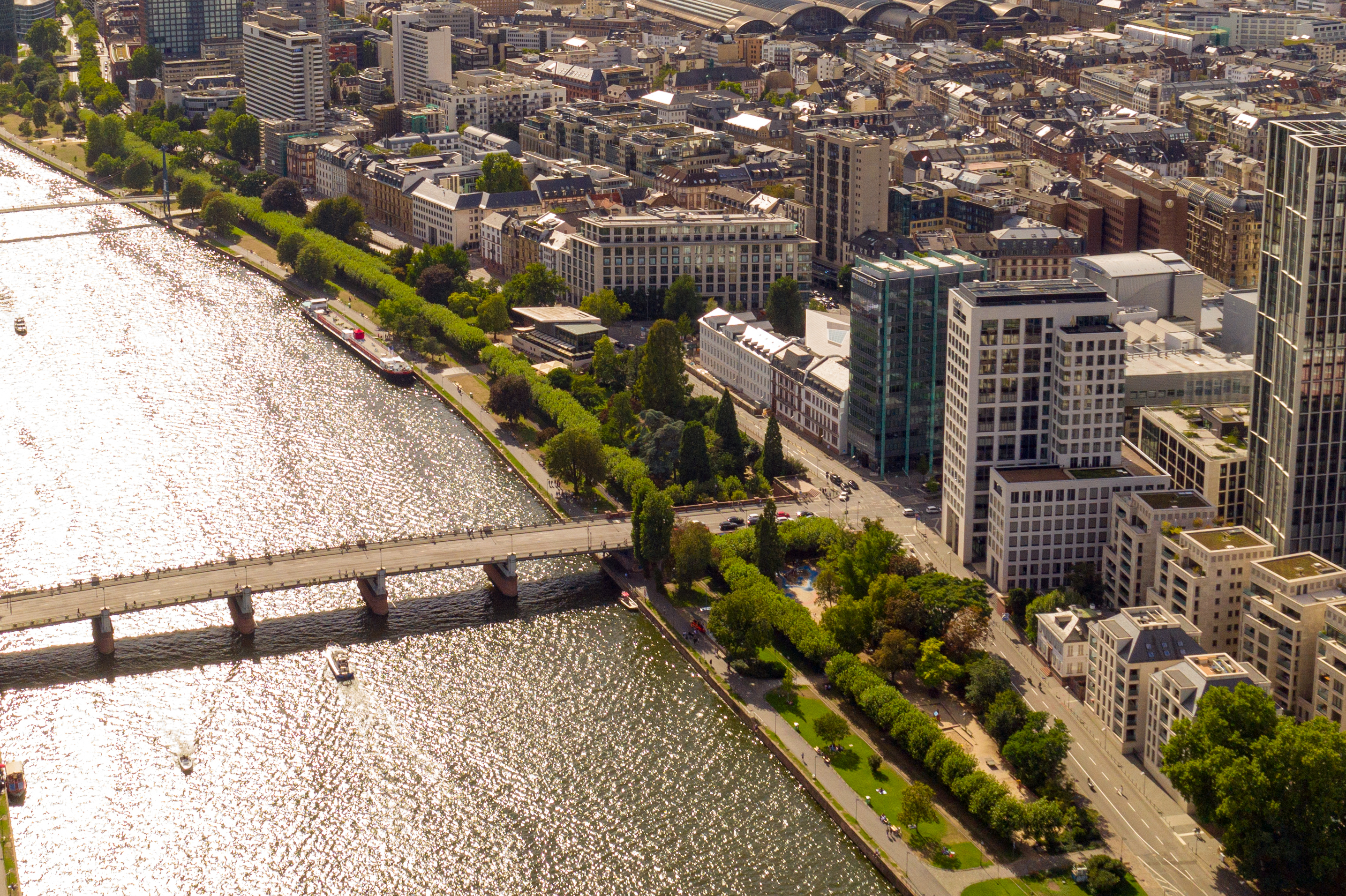
Uma foto aérea do centro de Frankfurt, mostrando Nizza no centro

Nizza ([ˈnɪtsaː], do nome italiano e alemão da cidade francesa de Nice) é uma pequena área no centro de Frankfurt-am-Main, na Alemanha, conhecida pelo seu microclima que a torna um dos lugares mais quentes da Alemanha. Nizza fica na margem norte do rio Meno, e a combinação de sua posição aberta voltada para o sul, a ilha de calor urbana, os altos muros do passeio adjacente que funcionam como um quebra-vento e o reflexo da luz solar na água se combinam para produzir um clima mediterrâneo. Com 4,42 hectares (10,9 acres), Nizza é um dos maiores jardins de plantas mediterrâneas ao norte dos Alpes.

## Localização
Nizza está localizada na margem norte do Rio Meno e se estende da ponte Friedensbrücke até a ponte Untermainbrücke, atravessando os distritos de Bahnhofsviertel (bairro da estação ferroviária), Innenstadt (centro da cidade) e Altstadt (cidade velha). Uma avenida de plátanos se estende ao longo da margem do rio Nizza, ao longo da ferrovia Frankfurt City Link Line. A parte ocidental de Nizza inclui o guindaste Herkules, que se mantém preservado, anteriormente parte do porto de Frankfurt, e é atravessado pela ponte Holbeinsteg. A parte central de Nizza inclui o restaurante Main-Nizza e um jardim paisagístico mediterrâneo. O extremo leste de Nizza, do outro lado da Untermainbrücke, inclui um parque aquático para crianças.
Nizza é uma conexão importante entre as atrações turísticas de Frankfurt. Fica no final do parque Wallanlagen e se estende paralelamente ao conjunto de museus Museumsufer. O Museu Judaico de Frankfurt fica ao lado de Nizza, e a Ópera de Frankfurt e o teatro Schauspiel Frankfurt estão atrás dela. Na temporada de cruzeiros fluviais e feiras comerciais, até 6 navios-hotel podem atracar ao longo do cais de Nizza.

## História

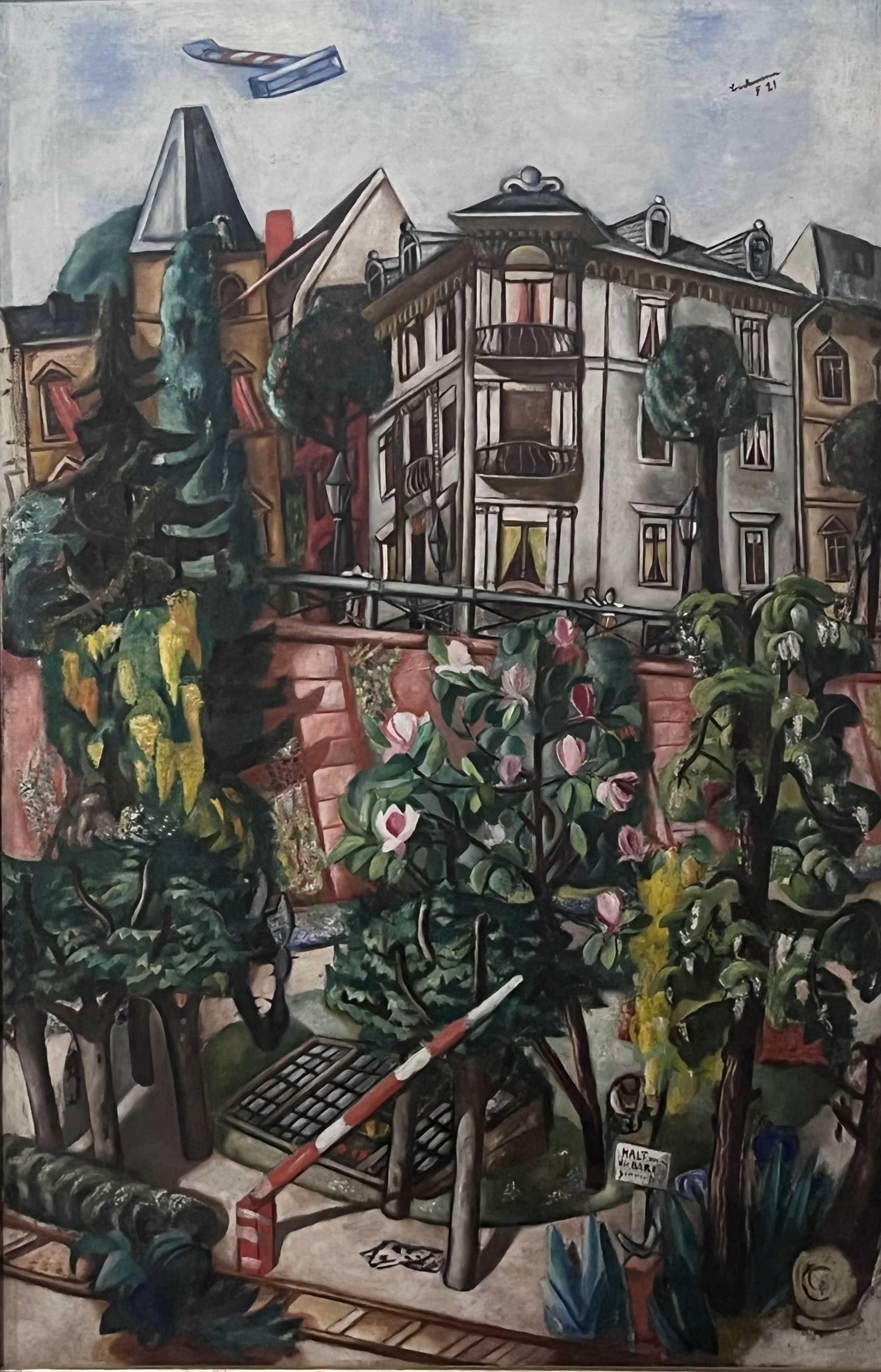
Nizza em 1921, pintada por Max Beckmann

A área que hoje é Nizza era originalmente uma ilha fluvial. Ela foi ligada ao continente em 1858, quando a construção da Ferrovia do Porto de Frankfurt preencheu o braço do rio. A sua localização perto da ponta de Wallanlagen (local das antigas muralhas da cidade, que foram convertidas em um parque público no século XIX) fez dela um local natural para ligar estes parques ao rio.
Em 1875, o local foi redesenhado para ser um jardim tropical, recebendo o nome de Nizza em homenagem à cidade mediterrânea de Nice (Nizza em alemão), e também foi utilizado como uma piscina ao ar livre. Inicialmente, as plantas tiveram que ser alojadas em estufas durante o inverno, mas de 2000 a 2005 Nizza foi replantada sob a supervisão de Rainer Gesell-Schulte com plantas mediterrâneas resistentes à geada, permitindo-lhes permanecer no jardim durante todo o ano sem a necessidade de um laranjal.

## Clima
Nizza é um dos lugares mais quentes da Alemanha e tem um clima mediterrâneo. Vários efeitos se combinam para produzir o microclima local: Frankfurt já é um dos locais mais quentes da Alemanha devido ao efeito de ilha de calor urbana. Nizza fica na margem norte do rio Meno, o que significa que recebe sol diretamente do sul, com exposição adicional da luz solar refletida pelo rio. Os altos muros do passeio vizinho Untermainkai e de Untermainbrücke também funcionam como um quebra-vento.
Usando observações meteorológicas de um jardim próximo, Gesell-Schulte encontrou um microclima entre 4,5 e 6,5 ºC mais quente que as áreas vizinhas. A área pode ficar até 300 dias sem geadas durante o ano, e as temperaturas raramente ficam abaixo de -5,5 ºC. Isso permite que muitos tipos de plantas resistentes à geada cresçam na área.

## Plantas

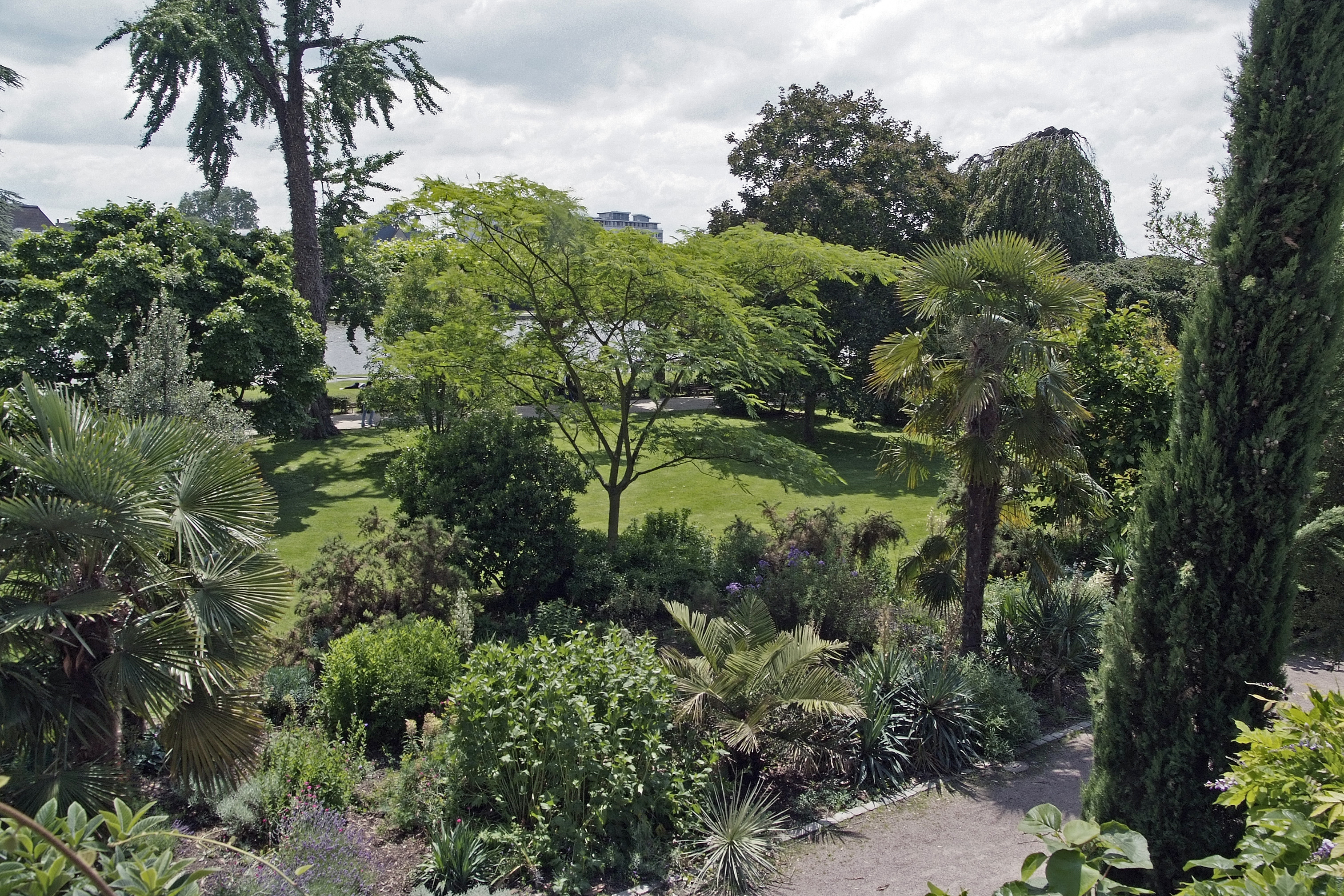
Um jardim de plantas mediterrânicas, incluindo palmeiras em Nizza

Nizza possui predominantemente plantas mediterrâneas e outras plantas subtropicais. Estas incluem azeitonas, figos, bananas, cortiça, kiwis, citrinos, ciprestes, nêsperas e palmeiras, bem como grandes sequóias, eucaliptos e magnólias, e ervas como sálvia, alecrim e tomilho.